# Lac du Soleil et de la Lune
Le lac du Soleil et de la Lune (chinois : 日月潭 ; pinyin : Rì yuè tán ; pe̍h-ōe-jī : Ji̍t⁴-goa̍t⁴ thâm² ; thao : Zintun) est la plus grande étendue d’eau à Taïwan, mais aussi un lieu touristique important classifié en tant que National Scenic Area.
Situé dans le canton de Yuchi, dans le comté de Nantou, la région alentour au Lac du Soleil et de la Lune est le lieu de vie de la tribu thao, l’une des tribus autochtones de Taïwan. Au milieu du lac se trouve une petite île nommée Lalu. La face est du lac ressemble au soleil et la face ouest à la lune, d’où son nom.

## Vue d'ensemble
Le lac du Soleil et de la Lune est situé 748 m d'altitude. Il a une profondeur de 27 m et une superficie d’environ 7,93 km2. La région autour du lac comporte de nombreuses pistes de randonnée.
Bien que nager dans le lac ne soit habituellement pas permis, une course annuelle de 3 km, le carnaval de natation du lac du Soleil et de la Lune, a lieu à la Fête de la mi-automne (15e jour du 8e mois lunaire) chaque année,. Ces dernières années, le nombre de participants atteignait les dizaines de milliers. D’autres festivités tenues pendant la même période incluent des feux d’artifice, des spectacles laser et des concerts.
Le lac et la nature environnante ont été désignés comme l’une des treize zones panoramiques nationales. Le temple Wenwu fut bâti après que les montées des eaux provoquées par la construction d’un barrage aient amené plusieurs temples plus petits à disparaître. La pagode Ci En (chinois : 慈恩塔 ; pinyin : cí’ēn tǎ) fut construite en 1971 par le président Tchang Kaï-chek en mémoire de sa mère. D’autres temples notables sont également présents : le temple Jianjing, le temple Syuentzang, (chinois : 玄奘寺 ; pinyin : Xuánzàng sì) (comportant la dépouille du moine chinois Xuanzang) et le temple Syuanguang  (chinois : 玄光寺 ; pinyin : Xuánguāng sì).

## Histoire

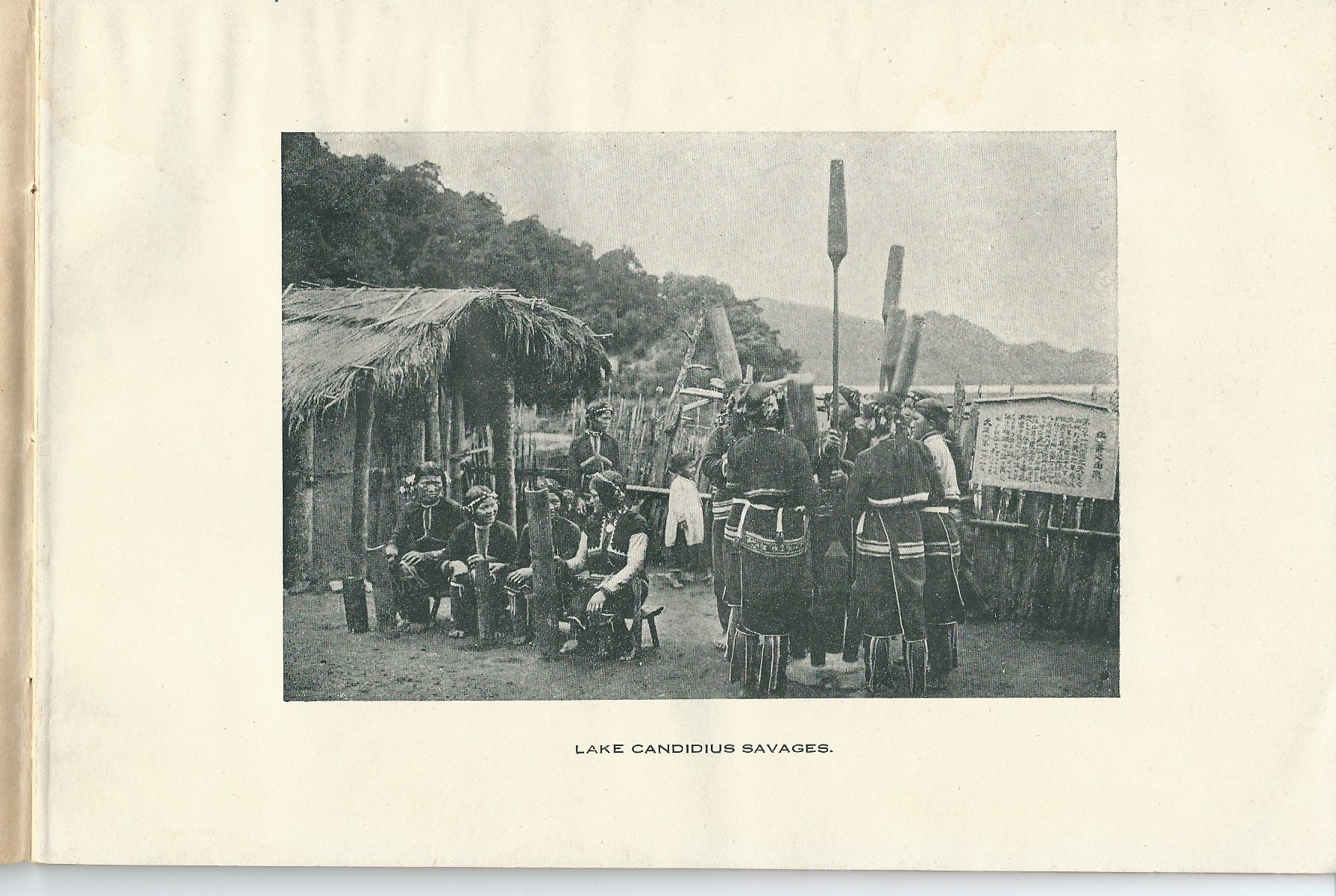
Autochtones taïwanais au lac du Soleil et de la Lune, photo issue d'une brochure du gouvernement de Formose datant de 1926.

Dans la littérature anglaise ancienne[réf. souhaitée] , on s’y référait par le nom de Lac Candidius, d’après le missionnaire hollandais Georgius Candidius.
Au milieu du lac se trouve l’île de Lalu, terre sacrée pour la tribu Thao. Selon la légende, les chasseurs Thao ont découvert le lac du Soleil et de la Lune en chassant un cerf blanc à travers les montagnes. Le cerf les a finalement conduit vers le lac, qu’ils ont trouvé non seulement magnifique, mais aussi riche en poisson. Aujourd’hui, le cerf blanc des légendes est immortalisé par une statue de marbre sur l’île de Lalu.
Pendant la colonisation japonaise, les Japonais appelaient l'île de Lalu « île de Jade » (玉島).
Après que le gouvernement nationaliste de Tchang Kaï-chek se soit installé à Taïwan, l’île fut renommée Kuang Hua (« Chine glorieuse », 光華島) et en 1978, le gouvernement local construisit un pavillon où les mariages annuelles prirent place. Le séisme de 1999 détruisit ce pavillon et submergea une grande partie de l’île. Récemment, grâce à une conscience sociale et politique grandissante, plus de respect et de reconnaissance sont accordés aux autochtones taïwanais. Par conséquent, après le séisme, l’île retrouva son nom en langue Thao, « Lalu ».
Plusieurs centrales hydroélectriques furent construites au lac du Soleil et de la Lune depuis 1919, dont les centrales de pompage-turbinage de Mingtan et de Minhu. Quand la première centrale hydroélectrique fut achevée en 1934, elle était considérée comme l’une des plus importantes infrastructures de construction de son époque. Le barrage Wujie, achevé la même année, canalise les eaux de la rivière Zhuoshui pour accroître la génération hydroélectrique du lac. La ligne ferroviaire Jiji fut construite pour faciliter les constructions.

## Passeport de la république populaire de Chine
Le lac du Soleil et de la Lune est représenté sur les nouveaux passeports de la république populaire de Chine en 2012. Ce geste a provoqué des protestations envers Pékin de la part de Taipei.

## Galerie

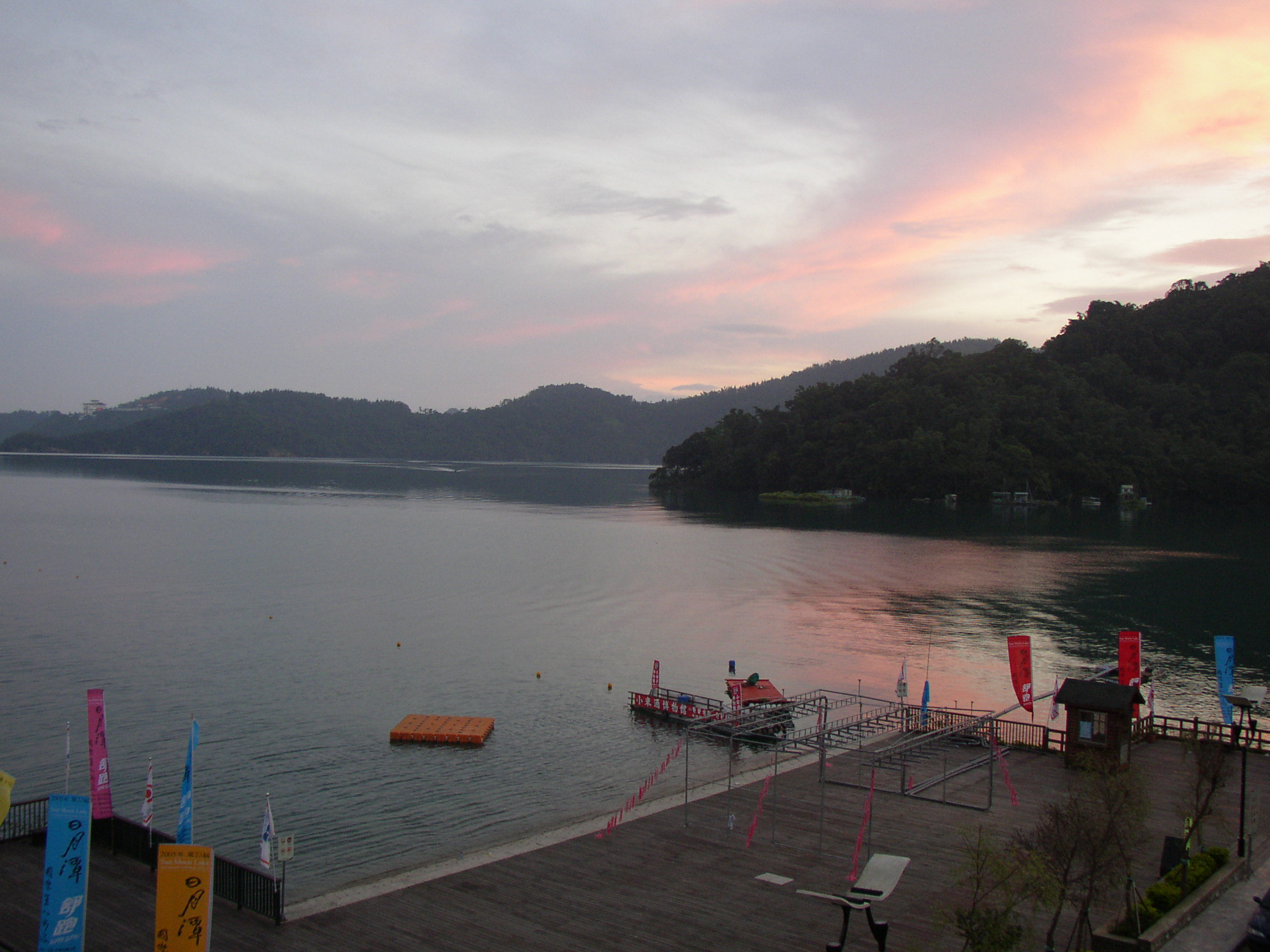
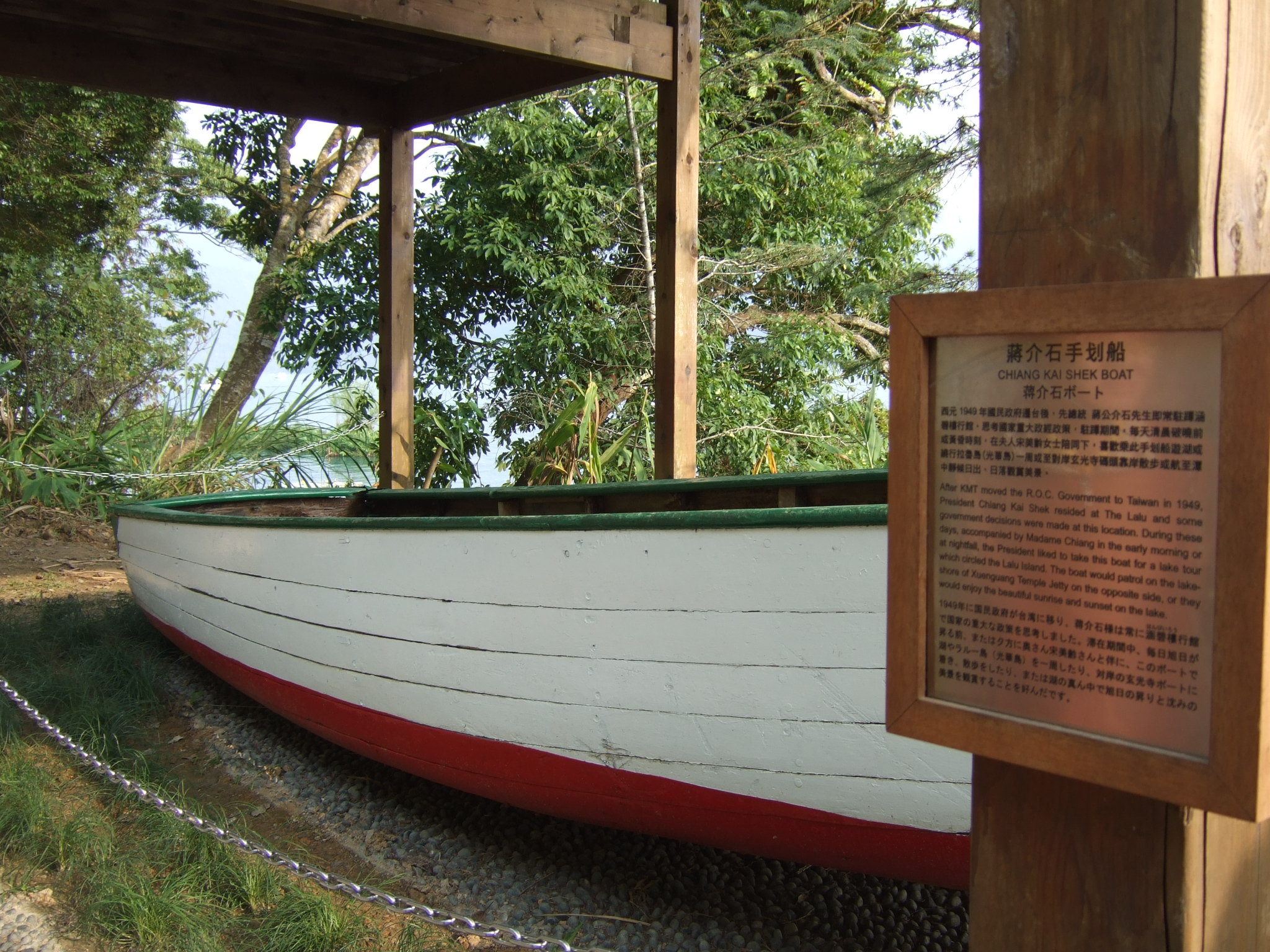
Bateau de Tchang Kaï-chek.
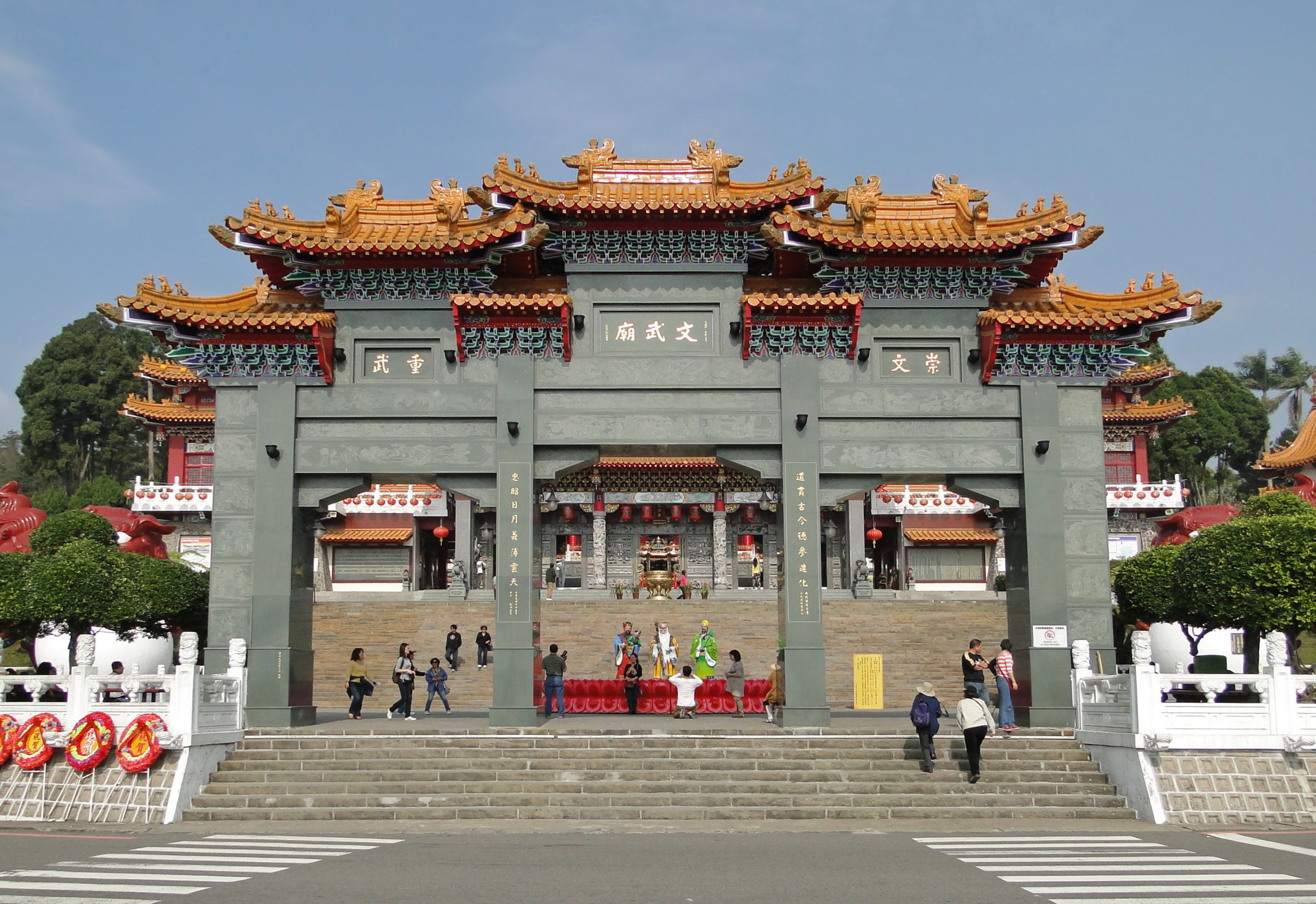
Temple Wen Wu
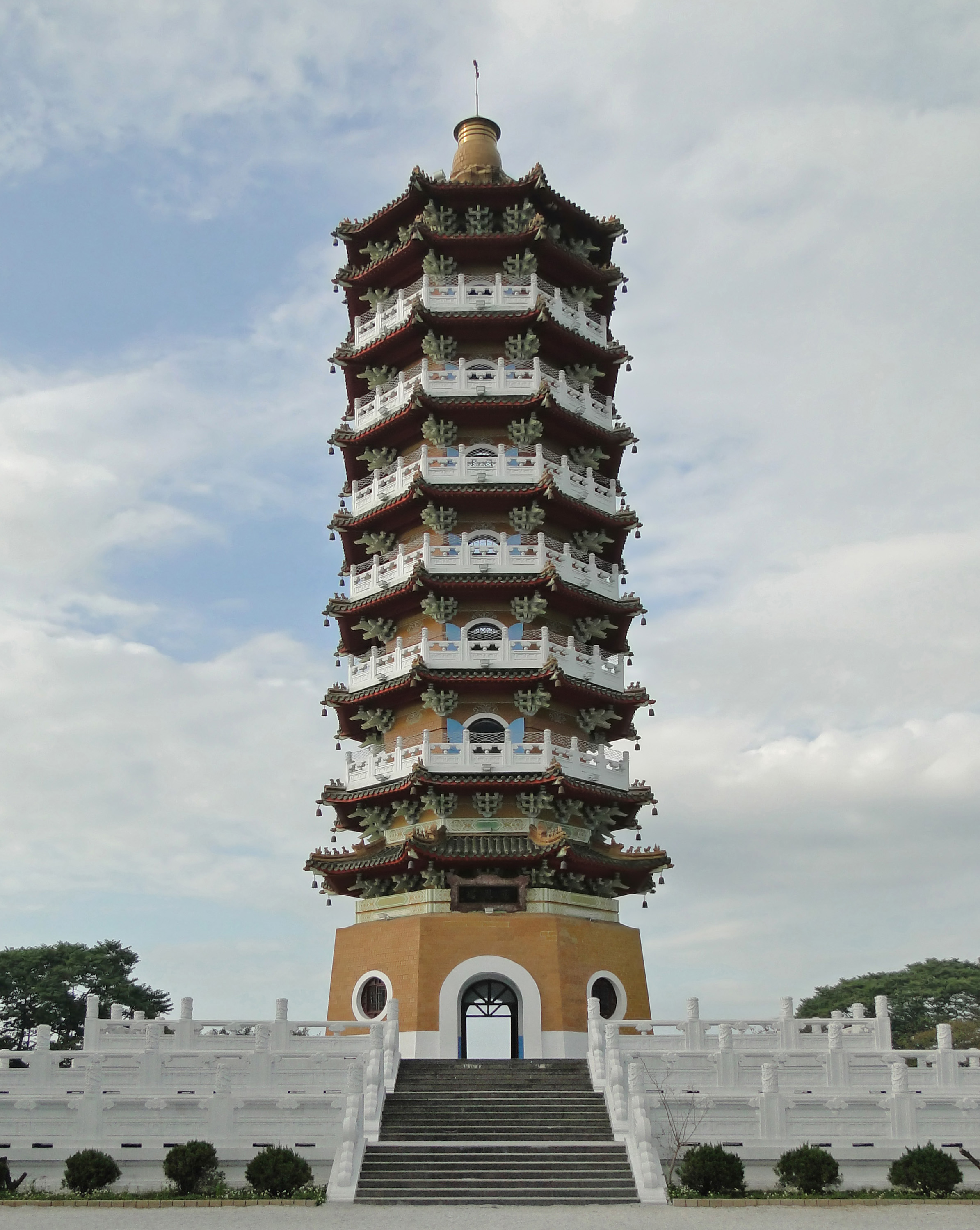
Pagode Ci En
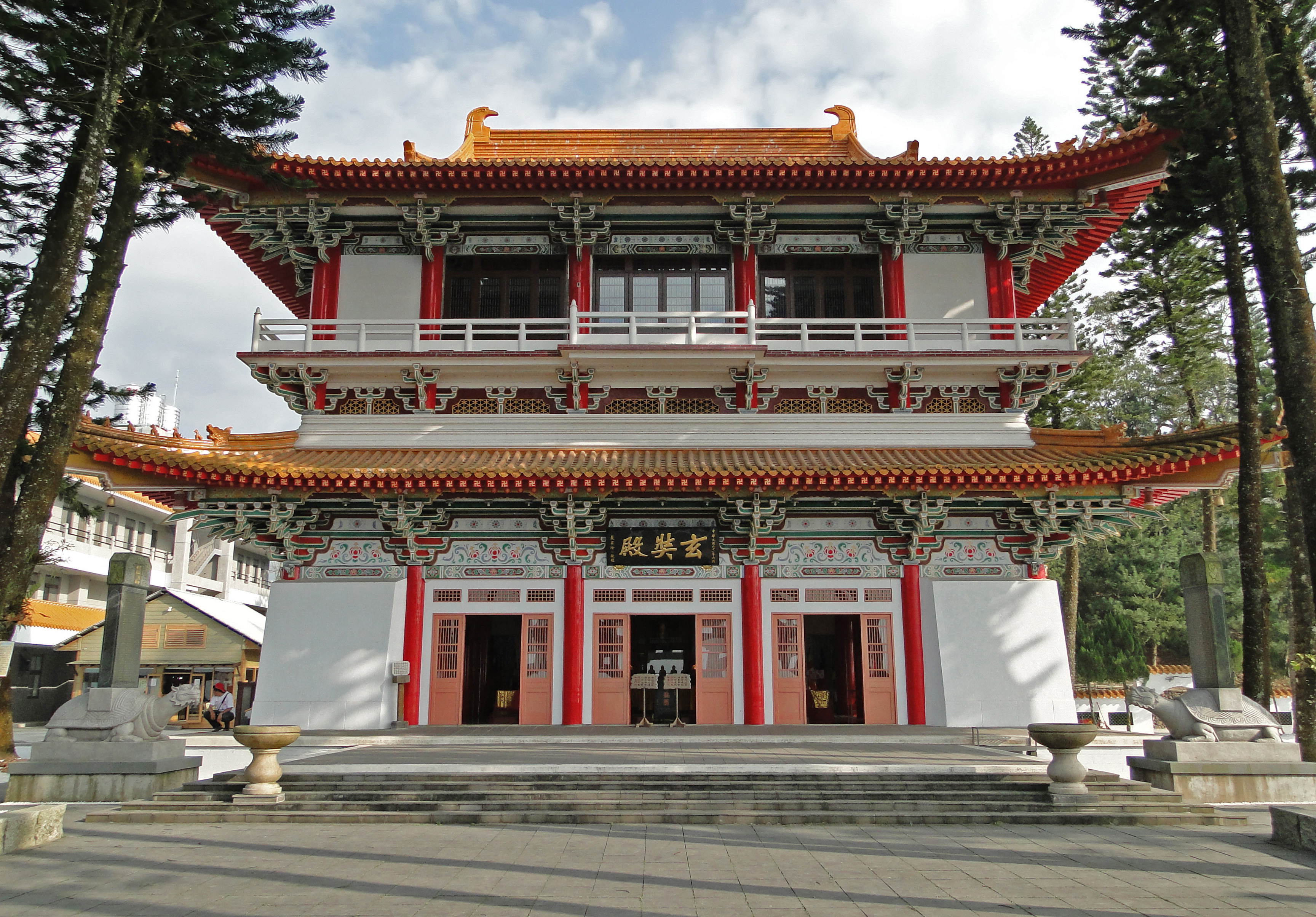
Temple Syuentzang
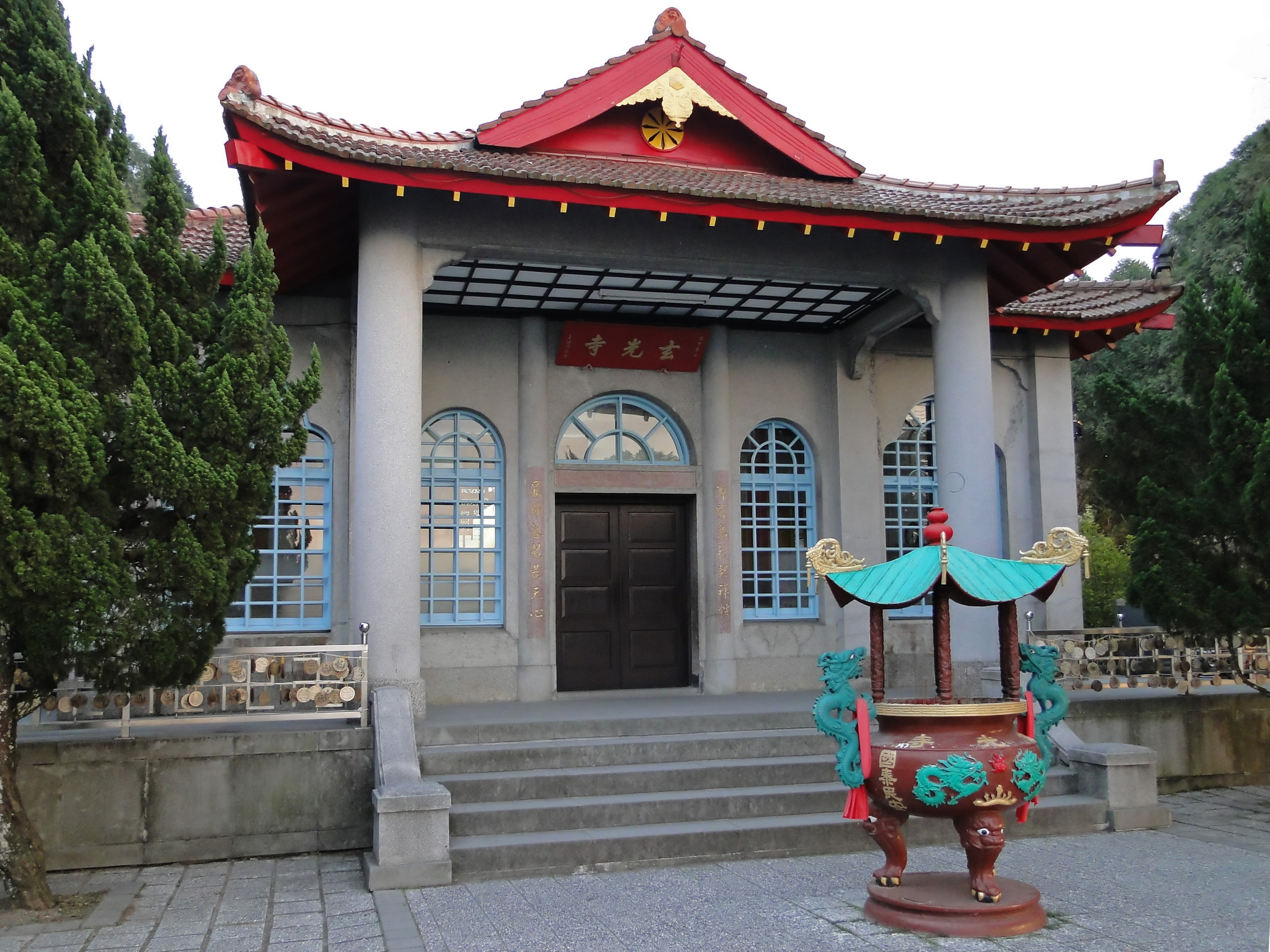
Temple Syuanguang
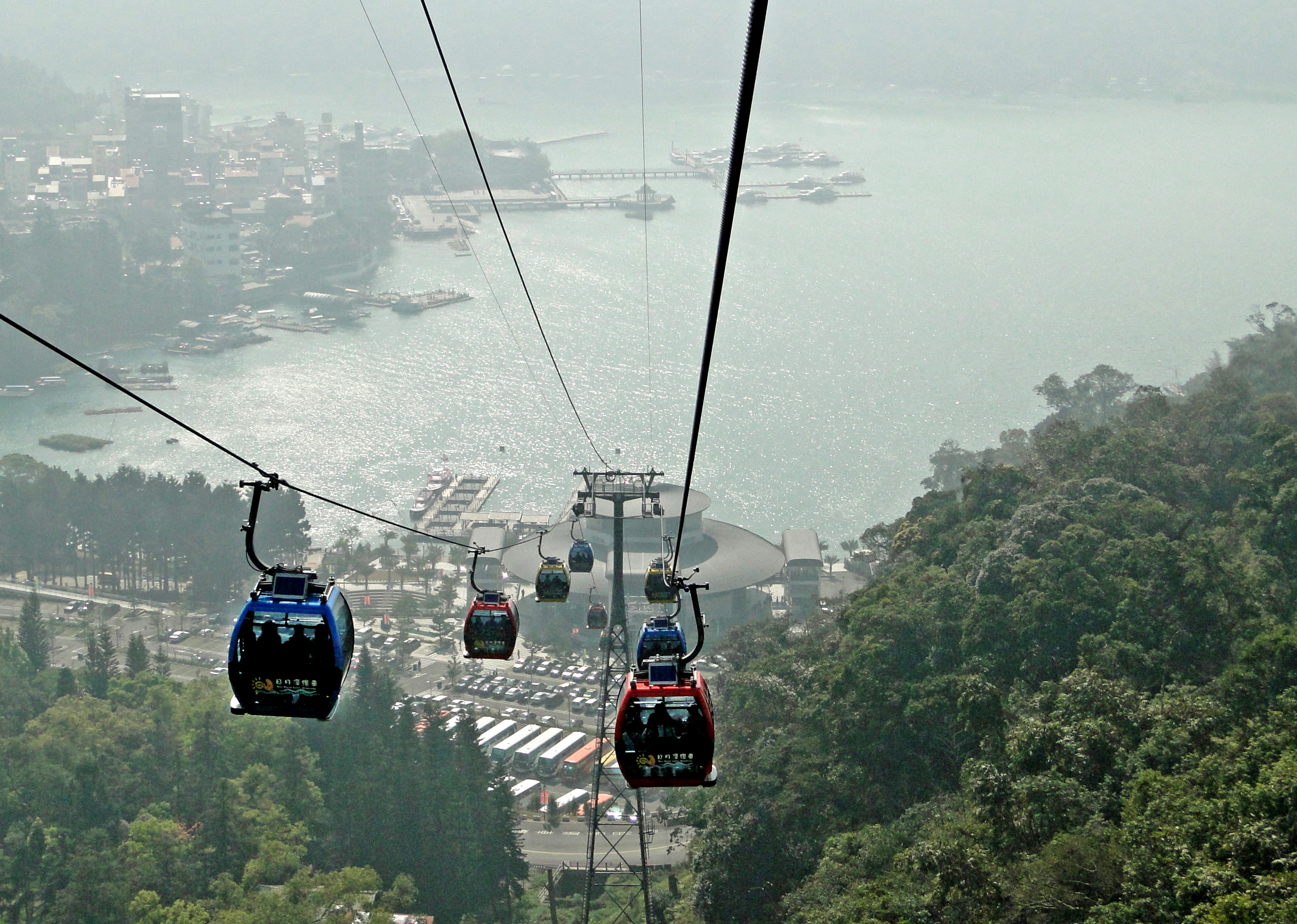
Télécabines du lac du Soleil et de la Lune
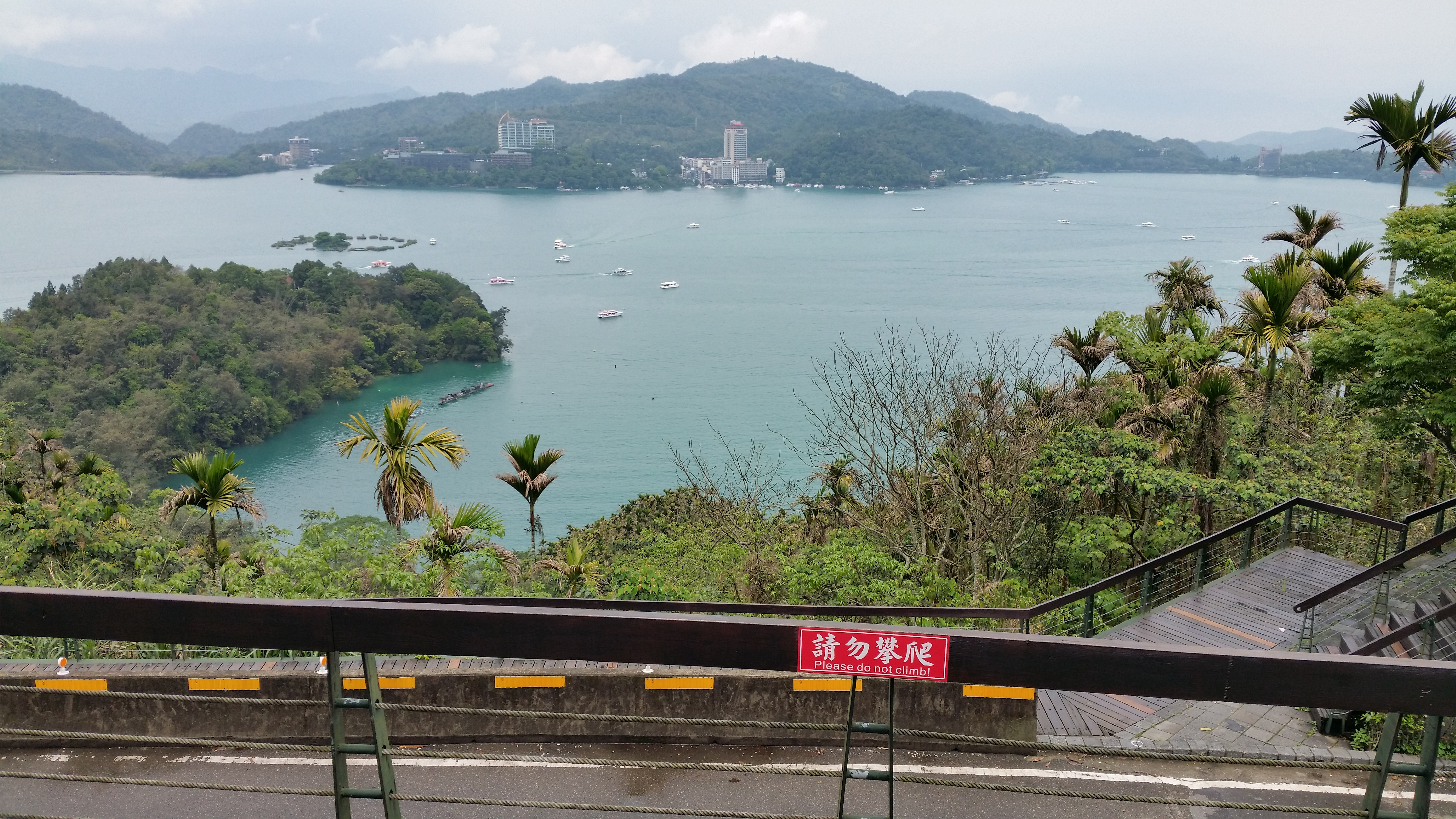
Vue du lac et de l'île Lalou depuis le temple Syuentzang